# Jan Józef Lataste
Jan Józef Lataste, właśc. fr. Jean-Joseph Lataste (ur. 5 września 1832 w Cadillac, zm. 10 marca 1869 w Frasne-le-Château) – francuski kapłan i dominikanin (OP), założyciel zgromadzenia Sióstr Betanek Dominikanek, błogosławiony Kościoła rzymskokatolickiego.
Urodził się w bardzo religijnej rodzinie. Został ochrzczony jako Alcyd kilka dni później. Jego siostra wstąpiła do zgromadzenia Córek Mądrości. 8 lutego 1863 roku został wyświęcony przez biskupa na kapłana. Po kilku miesiącach studiów, udał się do klasztoru w Bordeaux. Założył zgromadzenie Sióstr Betanek Dominikanek. W 1863 roku został wyleczony z zapalenia szpiku. Potem ponownie ciężko zachorował w 1868 roku.
Zmarł 10 marca 1869 roku w opinii świętości.
Rozpoczęty w 1937 roku proces beatyfikacyjny zakończył się wyniesieniem go na ołtarze 3 czerwca 2012 przez Benedykta XVI. Uroczystości beatyfikacyjne odbyły się w Besançon pod przewodnictwem kard. Angelo Amato.
Jego wspomnienie liturgiczne obchodzone jest 10 marca.